# Scythris moldavicella
Scythris moldavicella is een vlinder uit de familie dikkopmotten (Scythrididae). De wetenschappelijke naam is voor het eerst geldig gepubliceerd in 1905 door Caradja.
De soort komt voor in Europa.